# Solo Acoustic Tour
Solo Acoustic Tour è stata una tournée mondiale intrapresa dal cantautore statunitense Bruce Springsteen tra la fine del 1995 e la metà del 1997 in concomitanza con la pubblicazione del suo album The Ghost of Tom Joad.
A differenza delle sue precedenti e monumentali tournée e ricalcando lo stile minimalista e sostanzialmente acustico del suo nuovo disco, Springsteen si esibì da solo senza nessun gruppo di supporto e prevalentemente in teatri o piccole sale da concerto accompagnandosi con la chitarra acustica e l'armonica a bocca. La tournée, conosciuta anche come The Ghost of Tom Joad Tour, portò il cantautore per la prima volta in paesi mai precedentemente visitati, come la Polonia, l'Austria e la Repubblica Ceca e contribuì ad aumentare la sua reputazione presso la critica e il pubblico, specialmente nei paesi europei.

## Itinerario

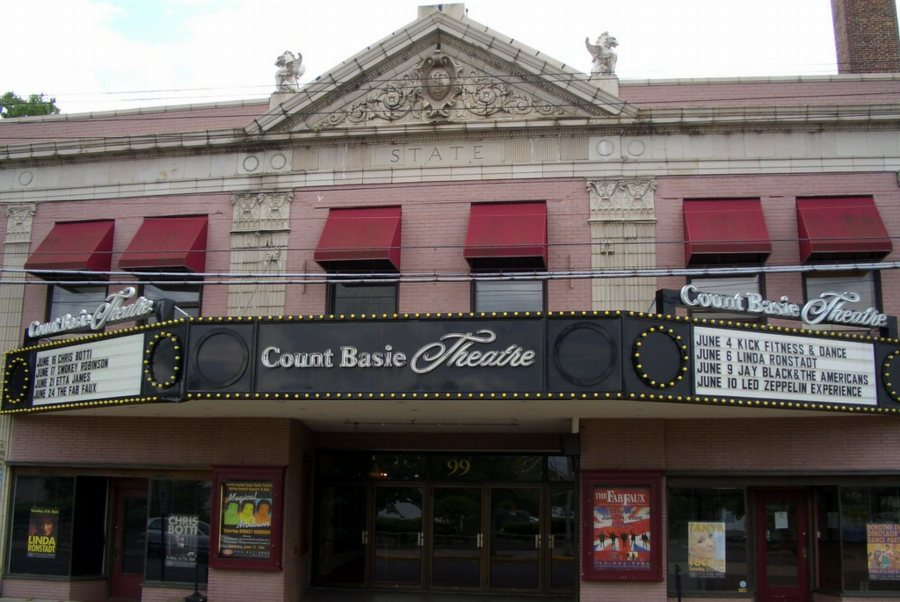
Il teatro Count Basie di Red Bank dove iniziò la tournée.

Il tour iniziò il 21 novembre 1995 con una prova generale a New Brunswick nel New Jersey e con la prima data ufficiale il giorno dopo a Red Bank. Proseguì per circa due mesi negli Stati Uniti d'America, con qualche data in Canada, prevalentemente nelle grandi metropoli come Los Angeles, Washington, New York, Filadelfia, Boston, Montréal e Toronto. Dopo una breve pausa, Springsteen si spostò oltre oceano per una lunga serie di concerti nelle principali città e capitali dell'Europa occidentale. Il 19 febbraio 1996 si esibì durante la prima serata del Festival di Sanremo interpretando The Ghost of Tom Joad. Fu la sua prima apparizione in una trasmissione televisiva in Europa e secondo alcuni fu realizzata solo per obblighi contrattuali con la Sony Music che voleva promuovere un disco considerato poco commerciale nei paesi non anglofoni e che faticava ad imporsi al di fuori degli Stati Uniti d'America. L'esibizione sanremese valse comunque a Springsteen la prima posizione nella classifica degli album in Italia.
Durante un'interruzione dello spezzone europeo, il cantautore partecipò a Los Angeles alla cerimonia di premiazione dei primi Oscar del 1996, dove interpretò Dead Man Walkin', candidata come miglior canzone e presente nella colonna sonora dell'omonimo film di Tim Robbins.
Dopo la pausa estiva il tour ricominciò negli Stati Uniti d'America dove il cantautore si esibì prevalentemente in città di provincia fino alla fine del 1996. Suonò tra l'altro a Youngstown in Ohio, cittadina che aveva dato il titolo a una delle canzoni contenute nell'album The Ghost of Tom Joad. Il 29 settembre partecipò a un evento benefico in memoria di Woody Guthrie a Cleveland dove interpretò diverse canzoni del repertorio del celebre folk singer insieme a Pete Seeger, Arlo Guthrie, Joe Ely, Billy Bragg e altri cantanti folk. L'8 novembre Springsteen tenne un concerto di beneficenza nella sua vecchia scuola elementare St. Rose of Lima a Freehold accompagnato dalla moglie Patti Scialfa e dalla violinista Soozie Tyrell. Alla fine dello stesso mese tenne tre spettacoli, anch'essi per scopi benefici, nello storico teatro Paramount di Asbury Park. Per l'occasione ospitò sul palco amici e collaboratori come Steven Van Zandt, Danny Federici, Vini Lopez, Richiard Blackwell, percussionista che aveva suonato nel secondo disco del cantautore, Lisa Lowell, oltre a Soozie Tyrell e Patti Scialfa.
La quarta parte del tour, nell'inverno del 1997, si svolse in Giappone e in Australia. Infine si concluse in maggio con una serie di concerti in Europa con due date a Parigi al Palazzo dei congressi. Il 26 febbraio, dopo le date australiane, Springstreen partecipò alla cerimonia di premiazione dei Grammy Award dove The Ghost of Tom Joad vinse come miglior album di folk contemporaneo. Il 5 maggio, prima delle ultime date europee, gli fu assegnato a Stoccolma il Polar Music Prize.

## Lo spettacolo
Per questa tournée Sprinsteen si presentò al pubblico in una veste inedita, del tutto diversa da quella del muscolare rocker che caratterizzava gli scatenati spettacoli con la E Street Band nel decennio precedente e a cui il pubblico era abituato. Concerti più intimi, con uno scarno accompagnamento di chitarra e armonica, focalizzando l'attenzione degli ascoltatori sui testi delle sue canzoni, in teatri e sale che poteva accogliere due o tremila persone al massimo. Una chitarra acustica Takamine nera prendeva il posto della iconica Telecaster elettrica. Musicalmente solo in qualche canzone Springsteen era accompagnato dalle note di un sintetizzatore suonato, fuori scena, dal suo tecnico Kevin Buell. Prima e durante i concerti chiedeva al pubblico di ascoltare in silenzio i brani, inframezzati spesso da lunghi monologhi. Si trattava, nelle intenzioni, del modo migliore per presentare i pezzi del nuovo album, ma allo stesso modo il cantautore rilesse le canzoni del suo repertorio.

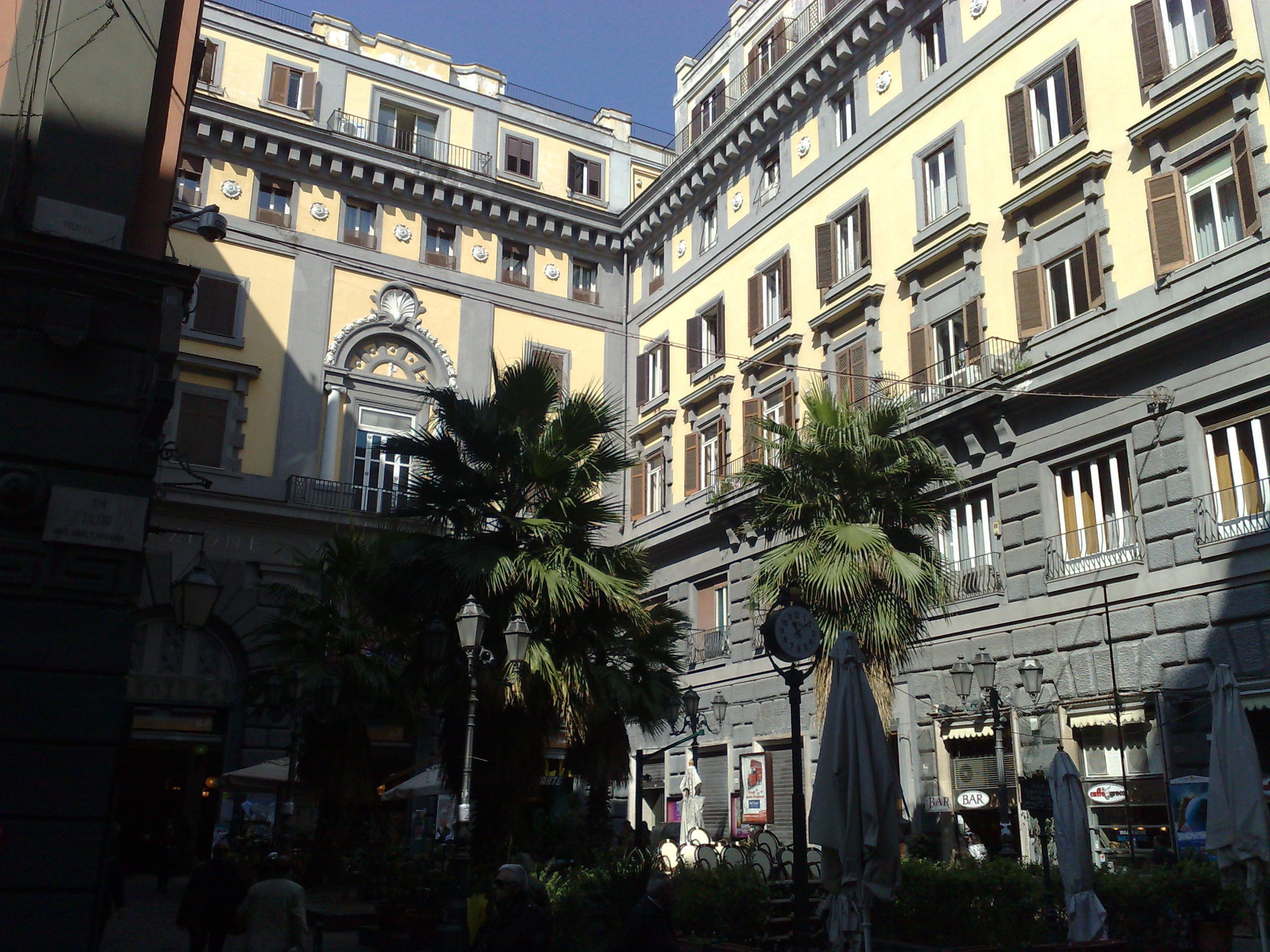
Il Teatro Augusteo di Napoli dove Springsteen si esibì nella terz'ultima tappa della tournée.

Lo stile musicale variava notevolmente a seconda della canzone: alcuni classici del repertorio, come Darkness on the Edge of Town o la più recente Murder Inc. erano interpretate con un vigoroso cantato e un potente accompagnamento di chitarra, ma la maggior parte delle canzoni, tra cui quasi tutte quelle di Tom Joad, erano quasi sussurrate con un sapiente uso dei momenti di silenzio e delle pause. Per contrastare l'interpretazione diffusa e errata che era stata data al brano, Springsteen tornò a eseguire Born in the U.S.A. in versione acustica, del tutto simile a come era stata inizialmente concepita ai tempi dell'album Nebraska. Si trattava in effetti di un'amara riflessione sul destino dei veterani della guerra del Vietnam e non di un inno gingoista e il cantautore la presentò «in una versione che non poteva essere fraintesa».
L'abbigliamento stesso di Springsteen, che richiamava quello dei lavoratori degli anni trenta e dei personaggi di Furore di John Steinbeck, si accordava con il tema della maggior parte delle canzoni, incentrate sulle difficoltà delle parti più deboli della società americana e che ne erano ai margini.
Springsteen, nel corso del tour, presentò anche diverse nuove canzoni; The Hitter e Long Time Comin', escluse dalla scaletta definitiva di The Ghost of Tom Joad, fecero il loro esordio durante il tour per essere poi ripescate dieci anni dopo in Devils & Dust. Altre erano di carattere quasi umoristico, come In Michigan, dedicata alla gente di quello stato e che poi divenne In Freehold, un ironico omaggio al luogo dove era cresciuto, Sell It and They Will Come, un graffiante presa in giro delle pubblicità televisiva e Pilgrim in the Temple of Love, che ha come protagonista un Babbo Natale cattivo. Contemporaneamente, presentò brani con espliciti riferimenti sessuali, come Red Headed Woman o It's the Little Things That Count, e ripescò vecchie canzoni mai suonate dal vivo in precedenza, come The Angel tratta dal suo primo album del 1973. Per la prima volta da quando era stato pubblicato, Springsteen non interpretò nessuna canzone tratta da Born to Run . Solo in una delle ultime date, a Napoli, dopo aver omaggiato il pubblico partenopeo con 'O sole mio, Springsteen, terminato il concerto, si affacciò alla terrazza del Teatro Augusteo improvvisando Thunder Road per la folla radunata nella piazzetta sottostante.

## Concerti
| Data              | Città          | Nazione         | Impianto                                       |
| ----------------- | -------------- | --------------- | ---------------------------------------------- |
| Prova generale    |                |                 |                                                |
| 21 novembre 1995  | New Brunswick  | Stati Uniti     | State Theatre                                  |
| America del Nord  |                |                 |                                                |
| 22 novembre 1995  | Red Bank       | Stati Uniti     | Count Basie Theatre                            |
| 26 novembre 1995  | Los Angeles    | Stati Uniti     | Wiltern Theatre                                |
| 27 novembre 1995  | Los Angeles    | Stati Uniti     | Wiltern Theatre                                |
| 29 novembre 1995  | Berkeley       | Stati Uniti     | Berkeley Community Theatre                     |
| 30 novembre 1995  | Berkeley       | Stati Uniti     | Berkeley Community Theatre                     |
| 3 dicembre 1995   | Rosemont       | Stati Uniti     | Rosemont Theatre                               |
| 5 dicembre 1995   | Washington     | Stati Uniti     | DAR Constitution Hall                          |
| 6 dicembre 1995   | Washington     | Stati Uniti     | DAR Constitution Hall                          |
| 8 dicembre 1995   | Upper Darby    | Stati Uniti     | Tower Theatre                                  |
| 9 dicembre 1995   | Upper Darby    | Stati Uniti     | Tower Theatre                                  |
| 12 dicembre 1995  | New York       | Stati Uniti     | Beacon Theatre                                 |
| 13 dicembre 1995  | New York       | Stati Uniti     | Beacon Theatre                                 |
| 15 dicembre 1995  | Boston         | Stati Uniti     | Orpheum Theatre                                |
| 16 dicembre 1995  | Boston         | Stati Uniti     | Orpheum Theatre                                |
| 17 dicembre 1995  | New York       | Stati Uniti     | Beacon Theatre                                 |
| 7 gennaio 1996    | Montréal       | Canada          | Salle Wilfrid-Pelletier                        |
| 8 gennaio 1996    | Toronto        | Canada          | Massey Hall                                    |
| 10 gennaio 1996   | Detroit        | Stati Uniti     | Fox Theatre                                    |
| 11 gennaio 1996   | Detroit        | Stati Uniti     | Fox Theatre                                    |
| 12 gennaio 1996   | Youngstown     | Stati Uniti     | Stambaugh Auditorium                           |
| 16 gennaio 1996   | Cleveland      | Stati Uniti     | Cleveland Music Hall                           |
| 17 gennaio 1996   | Cleveland      | Stati Uniti     | Cleveland Music Hall                           |
| 18 gennaio 1996   | Saint Louis    | Stati Uniti     | Fox Theatre                                    |
| 22 gennaio 1996   | New Orleans    | Stati Uniti     | Saenger Theatre                                |
| 23 gennaio 1996   | Houston        | Stati Uniti     | Jesse H. Jones Hall for the Performing Arts    |
| 25 gennaio 1996   | Austin         | Stati Uniti     | Austin Music Hall                              |
| 26 gennaio 1996   | Dallas         | Stati Uniti     | Bronco Bowl                                    |
| 28 gennaio 1996   | Atlanta        | Stati Uniti     | Fox Theatre                                    |
| Europa            |                |                 |                                                |
| 12 febbraio 1996  | Francoforte    | Germania        | Alte Oper                                      |
| 14 febbraio 1996  | Dresda         | Germania        | Kulturpalast                                   |
| 15 febbraio 1996  | Monaco         | Germania        | Rudi-Sedlmayer-Halle                           |
| 17 febbraio 1996  | Amburgo        | Germania        | Congress Centrum Hamburg Halle 1               |
| 18 febbraio 1996  | Düsseldorf     | Germania        | Philipshalle                                   |
| 21 febbraio 1996  | Parigi         | Francia         | Le Zénith                                      |
| 22 febbraio 1996  | Parigi         | Francia         | Le Zénith                                      |
| 25 febbraio 1996  | Rotterdam      | Paesi Bassi     | De Doelen                                      |
| 26 febbraio 1996  | Amsterdam      | Paesi Bassi     | Koninklijk Theater Carré                       |
| 28 febbraio 1996  | Manchester     | Regno Unito     | Manchester Apollo                              |
| 29 febbraio 1996  | Birmingham     | Regno Unito     | Symphony Hall                                  |
| 2 marzo 1996      | Newcastle      | Regno Unito     | Newcastle City Hall                            |
| 3 marzo 1996      | Edimburgo      | Regno Unito     | Edinburgh Playhouse                            |
| 13 marzo 1996     | Stoccolma      | Svezia          | Cirkus                                         |
| 14 marzo 1996     | Oslo           | Norvegia        | Oslo Spektrum                                  |
| 16 marzo 1996     | Copenaghen     | Danimarca       | Falkoner Salen                                 |
| 19 marzo 1996     | Belfast        | Regno Unito     | King's Hall                                    |
| 20 marzo 1996     | Dublino        | Irlanda         | Point Theatre                                  |
| 10 aprile 1996    | Roma           | Italia          | Auditorium Santa Cecilia                       |
| 11 aprile 1996    | Milano         | Italia          | Teatro Smeraldo                                |
| 13 aprile 1996    | Genova         | Italia          | Teatro Carlo Felice                            |
| 16 aprile 1996    | Londra         | Regno Unito     | Royal Albert Hall                              |
| 17 aprile 1996    | Londra         | Regno Unito     | Royal Albert Hall                              |
| 19 aprile 1996    | Berlino        | Germania        | ICC Berlin                                     |
| 20 aprile 1996    | Anversa        | Belgio          | Koningin Elisabethzaal                         |
| 22 aprile 1996    | Londra         | Regno Unito     | Royal Albert Hall                              |
| 24 aprile 1996    | Londra         | Regno Unito     | Brixton Academy                                |
| 25 aprile 1996    | Londra         | Regno Unito     | Brixton Academy                                |
| 27 aprile 1996    | Londra         | Regno Unito     | Royal Albert Hall                              |
| 30 aprile 1996    | Strasburgo     | Francia         | Salle Erasme                                   |
| 1º maggio 1996    | Bruxelles      | Belgio          | Palais des Beaux-Arts                          |
| 2 maggio 1996     | Zurigo         | Svizzera        | Kongresshaus                                   |
| 6 maggio 1996     | Barcellona     | Spagna          | Teatro Tivoli                                  |
| 7 maggio 1996     | Barcellona     | Spagna          | Teatro Tivoli                                  |
| 8 maggio 1996     | Madrid         | Spagna          | Palacio de Congresos Y Exposiciones            |
| America del Nord  |                |                 |                                                |
| 16 settembre 1996 | Pittsburgh     | Stati Uniti     | Benedum Center                                 |
| 18 settembre 1996 | Wallingford    | Stati Uniti     | Oakdale Theatre                                |
| 19 settembre 1996 | Providence     | Stati Uniti     | Providence Performing Arts Center              |
| 24 settembre 1996 | Kalamazoo      | Stati Uniti     | James W. Miller Auditorium                     |
| 25 settembre 1996 | Akron          | Stati Uniti     | E.J. Thomas Performing Arts Hall               |
| 26 settembre 1996 | Ann Arbor      | Stati Uniti     | Hill Auditorium                                |
| 1º ottobre 1996   | Normal         | Stati Uniti     | Braden Auditorium                              |
| 2 ottobre 1996    | Milwaukee      | Stati Uniti     | Riverside Theater                              |
| 3 ottobre 1996    | Minneapolis    | Stati Uniti     | Northrop Auditorium                            |
| 15 ottobre 1996   | Salt Lake City | Stati Uniti     | Abravanel Hall                                 |
| 16 ottobre 1996   | Denver         | Stati Uniti     | Paramount Theatre                              |
| 17 ottobre 1996   | Denver         | Stati Uniti     | Paramount Theatre                              |
| 19 ottobre 1996   | Albuquerque    | Stati Uniti     | Kiva Auditorium                                |
| 21 ottobre 1996   | Tempe          | Stati Uniti     | Grady Gammage Memorial Auditorium              |
| 22 ottobre 1996   | San Diego      | Stati Uniti     | Civic Theatre                                  |
| 23 ottobre 1996   | Fresno         | Stati Uniti     | William Saroyan Theatre                        |
| 25 ottobre 1996   | Santa Barbara  | Stati Uniti     | Arlington Theatre                              |
| 26 ottobre 1996   | San Jose       | Stati Uniti     | Event Center Arena                             |
| 28 ottobre 1996   | Portland       | Stati Uniti     | Arlene Schnitzer Concert Hall                  |
| 29 ottobre 1996   | Seattle        | Stati Uniti     | Paramount Theatre                              |
| 8 novembre 1996   | Freehold       | Stati Uniti     | Saint Rose of Lima School                      |
| 12 novembre 1996  | Buffalo        | Stati Uniti     | Shea's Performing Arts Center                  |
| 13 novembre 1996  | Syracuse       | Stati Uniti     | Landmark Theatre                               |
| 14 novembre 1996  | Lowell         | Stati Uniti     | Lowell Memorial Auditorium                     |
| 19 novembre 1996  | Memphis        | Stati Uniti     | Ellis Auditorium                               |
| 20 novembre 1996  | Louisville     | Stati Uniti     | The Louisville Palace                          |
| 21 novembre 1996  | Indianapolis   | Stati Uniti     | Murat Theatre                                  |
| 24 novembre 1996  | Asbury Park    | Stati Uniti     | Paramount Theatre                              |
| 25 novembre 1996  | Asbury Park    | Stati Uniti     | Paramount Theatre                              |
| 26 novembre 1996  | Asbury Park    | Stati Uniti     | Paramount Theatre                              |
| 2 dicembre 1996   | Sunrise        | Stati Uniti     | Sunrise Musical Theater                        |
| 3 dicembre 1996   | Sunrise        | Stati Uniti     | Sunrise Musical Theater                        |
| 5 dicembre 1996   | Columbia       | Stati Uniti     | Township Auditorium                            |
| 6 dicembre 1996   | Birmingham     | Stati Uniti     | Birmingham-Jefferson Civic Center Concert Hall |
| 10 dicembre 1996  | Cincinnati     | Stati Uniti     | Music Hall                                     |
| 11 dicembre 1996  | Columbus       | Stati Uniti     | Veterans Memorial Auditorium                   |
| 12 dicembre 1996  | Nashville      | Stati Uniti     | Ryman Auditorium                               |
| 14 dicembre 1996  | Charlotte      | Stati Uniti     | Ovens Auditorium                               |
| Giappone          |                |                 |                                                |
| 27 gennaio 1997   | Tokyo          | Giappone        | Tōkyō Kokusai Fōramu                           |
| 29 gennaio 1997   | Tokyo          | Giappone        | Tōkyō Kokusai Fōramu                           |
| 30 gennaio 1997   | Tokyo          | Giappone        | Tōkyō Kokusai Fōramu                           |
| 31 gennaio 1997   | Tokyo          | Giappone        | Tōkyō Kokusai Fōramu                           |
| Australia         |                |                 |                                                |
| 4 febbraio 1997   | Brisbane       | Australia       | QPAC Concert Hall                              |
| 5 febbraio 1997   | Brisbane       | Australia       | QPAC Concert Hall                              |
| 7 febbraio 1997   | Sydney         | Australia       | Capitol Theatre                                |
| 8 febbraio 1997   | Sydney         | Australia       | Capitol Theatre                                |
| 10 febbraio 1997  | Sydney         | Australia       | Capitol Theatre                                |
| 11 febbraio 1997  | Sydney         | Australia       | Capitol Theatre                                |
| 12 febbraio 1997  | Sydney         | Australia       | Capitol Theatre                                |
| 15 febbraio 1997  | Melbourne      | Australia       | Palais Theatre                                 |
| 16 febbraio 1997  | Melbourne      | Australia       | Palais Theatre                                 |
| 17 febbraio 1997  | Melbourne      | Australia       | Palais Theatre                                 |
| Europa            |                |                 |                                                |
| 6 maggio 1997     | Vienna         | Austria         | Austria Center Vienna                          |
| 7 maggio 1997     | Vienna         | Austria         | Austria Center Vienna                          |
| 9 maggio 1997     | Varsavia       | Polonia         | Sala dei congressi                             |
| 10 maggio 1997    | Varsavia       | Polonia         | Sala dei congressi                             |
| 12 maggio 1997    | Praga          | Repubblica Ceca | Centro congressi                               |
| 15 maggio 1997    | Lione          | Francia         | Auditorium Maurice Ravel                       |
| 16 maggio 1997    | Montpellier    | Francia         | Opéra Berlioz                                  |
| 18 maggio 1997    | Nizza          | Francia         | Palais des congrès Acropolis                   |
| 19 maggio 1997    | Tolone         | Francia         | Zenith Omega                                   |
| 21 maggio 1997    | Firenze        | Italia          | Teatro Verdi                                   |
| 22 maggio 1997    | Napoli         | Italia          | Teatro Augusteo                                |
| 25 maggio 1997    | Parigi         | Francia         | Palazzo dei congressi                          |
| 26 maggio 1997    | Parigi         | Francia         | Palazzo dei congressi                          |

## Scaletta
La scaletta tipica dei concerti aveva come nucleo centrale le canzoni dell'album The Ghost of Tom Joad, in particolare nella sequenza costituita da Youngstown, Sinaloa Cowboys, The Line, Balboa Park, The New Timer e Across the Border, ma nel corso del tour Springsteen spaziò in gran parte del suo repertorio e fece esordire un gran numero di nuove canzoni. A queste si devono aggiungere brani di altri artisti, tra cui alcune cover di Woody Guthrie.

### Canzoni originali
Greetings from Asbury Park, N.J.
- The Angel
- Blinded by the Light
- Does This Bus Stop at 82nd Street?
- For You
- Growin' Up
- It's Hard to Be a Saint in the City
- Spirit in the Night

The Wild, the Innocent & the E Street Shuffle
- 4th of July, Asbury Park (Sandy)
- Rosalita (Come Out Tonight)
- Wild Billy's Circus Story

Darkness on the Edge of Town
- Adam Raised a Cain
- Darkness on the Edge of Town
- The Promised Land
- Racing in the Street

The River
- I Wanna Marry You
- Independence Day
- Point Blank
- The River
- Two Hearts
- You Can Look (But You Better Not Touch)

Nebraska
- Atlantic City
- Highway Patrolman
- Johnny 99
- Mansion on the Hill
- My Father's House
- Nebraska
- Open All Night
- Reason to Believe
- State Trooper
- Used Cars

Born in the U.S.A.
- Bobby Jean
- Born in the U.S.A.
- No Surrender
- My Hometown
- Working on the Highway

Tunnel of Love
- All That Heaven Will Allow
- Spare Parts
- Tougher Than the Rest
- When You're Alone

Human Touch
- Pony Boy

Lucky Town
- If I Should Fall Behind

Greatest Hits
- Murder Incorporated
- Streets of Philadelphia
- This Hard Land

The Ghost of Tom Joad
- Across the Border
- Balboa Park
- Dry Lightning
- Galveston Bay
- The Ghost of Tom Joad
- Highway 29
- The Line
- My Best Was Never Good Enough
- The New Timer
- Sinaloa Cowboys
- Straight Time
- Youngstown

Altre
- Brothers Under the Bridge
- Dead Man Walkin'
- The Hitter
- I'm Turning Into Elvis
- In Freehold
- In Michigan
- It's the Little Things That Count
- Long Time Comin'
- Pilgrim in the Temple of Love
- Red Headed Woman
- Seeds
- Sell It and They Will Come
- Shut Out the Light
- There Will Never Be Any Other for Me But You
- The Wish

### Cover
- Blowing Down the Road (Old Dusty Road) (Woody Guthrie)
- Deportee (Plane Wreck at Los Gatos) (Woody Guthrie)
- Diamonds in the Yard (Elliott Murphy)
- Homestead (Joe Grushecky)
- I Don't Want to Go Home (Southside Johnny, composta da Steven Van Zandt)
- 'O sole mio[19]
- Tom Joad (conosciuta anche come The Ballad of Tom Joad) (Woody Guthrie)

### Altre canzoni provate o fuori scaletta
- I Wish I Were Blind
- Local Hero
- Souls of the Departed
- Thunder Road[19]

## Formazione
- Bruce Springsteen – voce, chitarra acustica, armonica a bocca

con:
- Kevin Buell – sintetizzatore (fuori scena)
- Patti Scialfa – cori (nei concerti dell'8, 24, 25 e 26 novembre, 12 dicembre 1996)
- Soozie Tyrell – cori, violino (nei concerti dell'8, 24, 25 e 26 novembre, 12 dicembre 1996)

### Ospiti
Durante il tour Springsteen ha occasionalmente ospitato sul palco amici musicisti e collaboratori.
- Joe Ely – duetto su Blowin' Down This Road (Austin, 25 gennaio 1996)
- Joe Grushecky e Elliott Murphy – duetto su Blowin' Down This Road, (Londra, 25 aprile 1996)
- Joe Grushecky – duetto su Homestead (Pittsburgh, 16 settembre 1996)
- Nils Lofgren – duetto su No Surrender (Tempe, 21 ottobre 1996)
- Dion DiMucci – duetto su If I Should Fallm Behind (Miami, 2 dicembre 1996)
- Steven Van Zandt, Danny Federici, Vini Lopez, Richard Blackwell, Lisa Lowell - vari pezzi nei concerti di Asbury Park del 24, 25, 26 novembre 1996
- Elliott Murphy – duetto su Diamonds by the Yard e Blowin' Down This Road, (Parigi, 26 maggio 1997)

## Trasmissioni radio e discografia
Una porzione dei concerti dell'8 e 9 dicembre 1995 fu registrata professionalmente e trasmessa attraverso le radio AOR statunitensi del syndication Columbia Records Radio Hour e che poi fu utilizzata per la realizzazione di alcuni bootleg.
Dal 2017 le registrazioni restaurate digitalmente di alcuni concerti furono rese disponibili per il download attraverso il sito ufficiale di Springsteen nei formati MP3, lossless con qualità CD-Audio e in alta definizione a 24 bit/192 kHz oppure come tradizionali album in formato CD nell'ambito dell'iniziativa Springsteen Archive Series.
- 2017 – Bruce Springsteen, King's Hall, Belfast, March 19, 1996, download digitale, live.brucespringsteen.net, registrato al King's Hall, Belfast l'8 settembre 1996
- 2018 – Bruce Springsteen, Freehold, NJ 1996 Saint Rose of Lima School Gym, download digitale, live.brucespringsteen.net, registrato alla Saint Rose of Lima School di Freehold l'8 novembre 1996
- 2019 – Bruce Springsteen, Asbury Park 11/24/96, download digitale, live.brucespringsteen.net, registrato al Paramount Theatre di Asbury Park il 24 novembre 1996